# Kyösti Järvinen
Gustaf (Kyösti) Nestor Järvinen (Jyväskylä, 31 de março de 1869 – Helsinque, 31 de março de 1957) foi um professor e político finlandês, que serviu como reitor da Faculdade de Economia de Helsinque, ministro das finanças e ministro do comércio e indústria. Foi um dos principais responsáveis pelo desenvolvimento do ensino econômico na Finlândia.